# Jack Smight
Jack Smight (n. 9 martie 1925, Minneapolis, Minnesota, SUA – d. 1 septembrie 2003, Los Angeles, California, SUA) a fost un regizor american de film și televiziune.

## Filmografie
- 1960 Destiny, West!
- 1961 The Enchanted Nutcracker
- 1964 I'd Rather Be Rich
- 1965 The Third Day
- 1966 Harper
- 1966 Caleidoscop (Kaleidoscope)
- 1968 Războiul secret al lui Harry Frigg (The Secret War of Harry Frigg)
- 1968 No Way to Treat a Lady
- 1969 Omul ilustrat (The Illustrated Man)
- 1969 Strategy of Terror
- 1970 Fugi, Rabbit (Rabbit, Run)
- 1970 The Traveling Executioner [9]
- 1972 The Screaming Woman
- 1972 The Longest Night
- 1973 Partners in Crime
- 1973 Double Indemnity
- 1973 Linda
- 1973 Frankenstein: The True Story
- 1973 Legend in Granite
- 1974 The Man from Independence
- 1974 Aeroport '75 (Airport 1975)[10]
- 1976 Bătălia de la Midway (Midway)
- 1977 Aleea blestemului (Damnation Alley)
- 1978 Roll of Thunder, Hear My Cry
- 1979 Fast Break
- 1980 Loving Couples
- 1982 Remembrance of Love
- 1987 Number One with a Bullet
- 1989 The Favorite